# Спенсер (Огайо)
Спенсер (англ. Spencer) — селище (англ. village) в США, в окрузі Медіна штату Огайо. Населення — 684 особи (2020).

## Географія
Спенсер розташований за координатами 41°5′51″ пн. ш. 82°7′21″ зх. д. / 41.09750° пн. ш. 82.12250° зх. д. (41.097492, -82.122582).  За даними Бюро перепису населення США в 2010 році селище мало площу 2,57 км², з яких 2,55 км² — суходіл та 0,02 км² — водойми.

## Демографія
Згідно з переписом 2010 року, у селищі мешкали 753 особи в 283 домогосподарствах у складі 203 родин. Густота населення становила 293 особи/км².  Було 306 помешкань (119/км²).
Расовий склад населення:
| - 97,5 % — білих - 0,3 % — азіатів - 0,1 % — корінних американців - 0,1 % — чорних або афроамериканців |

До двох чи більше рас належало 1,5 %. Частка іспаномовних становила 3,1 % від усіх жителів.
За віковим діапазоном населення розподілялося таким чином: 27,5 % — особи молодші 18 років, 58,6 % — особи у віці 18—64 років, 13,9 % — особи у віці 65 років та старші. Медіана віку мешканця становила 37,3 року. На 100 осіб жіночої статі у селищі припадало 97,6 чоловіків;  на 100 жінок у віці від 18 років та старших — 94,3 чоловіків також старших 18 років.
Середній дохід на одне домашнє господарство  становив 56 813 долари США (медіана — 47 625), а середній дохід на одну сім'ю — 64 882 долари (медіана — 53 929). За межею бідності перебувало 10,5 % осіб, у тому числі 9,4 % дітей у віці до 18 років та 0,8 % осіб у віці 65 років та старших.
Цивільне працевлаштоване населення становило 348 осіб. Основні галузі зайнятості: освіта, охорона здоров'я та соціальна допомога — 20,7 %, виробництво — 20,4 %, роздрібна торгівля — 14,9 %, мистецтво, розваги та відпочинок — 12,6 %.